# Colias meadii
Colias meadii är en fjärilsart som beskrevs av Edwards 1871. Colias meadii ingår i släktet Colias och familjen vitfjärilar. Inga underarter finns listade i Catalogue of Life.